# Totalna opozycja
Totalna opozycja, opozycja totalna, również totalni, totalsi – określenie stosowane przez polityków Prawa i Sprawiedliwości i współpracujące z nimi media wobec części parlamentarnej opozycji (głównie PO i Nowoczesna) w czasie VIII i IX kadencji Sejmu RP. Oznaczać ma opozycję niezdolną do konstruktywnego działania, krytykującą i przeciwną wszystkiemu, co rząd proponuje, niezależnie od treści, wzbudzającą tylko gniew wśród swoich zwolenników.
Pierwszą osobą, która publicznie użyła tego określenia jest przewodniczący Platformy Obywatelskiej w latach 2016–2020 Grzegorz Schetyna, opisując nim w lutym 2016 roku strategię opozycji, polegającą na „totalnym” sprzeciwie wobec działań „totalnej” władzy PiS, uznawanych przez nich za destrukcyjne dla państwa polskiego i dążące do dyktatury. Później określenie to zostało przejęte przez polityków PiS ze zmienionym znaczeniem i wykorzystane w ich przekazie medialnym.